# Димитър Душанов
Димитър Тачев Душанов е български просветен и театрален деец, книжовник и преводач.

## Биография
Учи в Казанлък, в гръцко училище в Одрин и във Великата народна школа в Куручешме (Цариград). През 1856 г. постъпва като писар в търговската кантора на Д. Добрович в Галац. Работи и в Тулча, развива активна обществена дейност. През 1860 г. се завръща в Казанлък, става учител (1859 – 1864, 1867 – 1869, 1871) и основава читалище „Искра“. През 1867 г. се жени за Рахил Барак. Заедно със съпругата си урежда театрални представления с ученици. В Казанлък поставя на сцена побългарената от него комедия „Зла жена“, с което поставя началото на театралната дейност в читалището в града. Учителства в Карнобат (1864 – 1867), Хасково (1869 – 1870), Плевен (1872, 1876), Севлиево (1875) и Пловдив. Придружава Феликс Каниц в Казанлъшко, подпомага Юджийн Скайлър и княз Цертелеев в събирането на данни за потушаването на Априлското въстание (1876). Неофициален представител на Източна Румелия в Учредителното събрание в Търново. Секретар-началник на Хасковската префектура (1879 – 1880), началник на канцеларията при Дирекцията на народното просвещение в Източна Румелия (1880 – 1885), учител в Пловдивската девическа гимназия (1885 – 1887). Почива на 15 август 1904 г.
Сътрудничи активно на „Цариградски вестник“, „Македония“, „Право“, „Турция“, „Напредък“, „Читалище“, „Българска сбирка“ и др. с дописки, преводи, научнопопулярни статии и други. Автор е на учебни помагала. Съставя „Бисер и безценни камъни...“ (Цариград, 1869), където включва кратки дидактични разкази за деца в своя преработка, като използва Езопови и др. басни, религиозни истории, произведения на Б. Франклин и др. Компилативен характер имат и двата му учебника по история – „Кратка българска история по питание и отговор за първоначалните училища“ (1870, 1872, 1874, 1882) и „История на православната християнска черкова“ (1874).
На корицата на изданието на комедията „Зла жена“ (Цариград, 1870) е отбелязано „Побългарил Д. Т. Душанов“, но литературните историци предполагат, че преводът е дело на Рахил Душанова. Творбата е превод на едноименната комедия на сръбския писател Йован С. Попович. Д. Душанов побългарява повестта на Кристоф Шмид „Вапсаните яйца“. Душанов е един от първите български преводачи на Омир. Първоначално публикува откъси („Светлина“, 1895), а след това и първия пълен превод на „Илиада“ (1899, 2 изд. 1917). Превежда в проза, с добро познаване на оригинала, но не винаги намира точен български еквивалент. Публикува и превод на откъси от „Одисея“ („Българска сбирка“, 1895 – 1898).

## Издания
- Кратко тълкование на божествената литургия, съставено от священика Иоана Николский и допълнено с тълкуванието на по-главнити празници, които празнува Православната черква. Превел Д. Т. Душянов. Издава книжарницата на Хр. Г. Данов в Пловдив, Русчук, Велес, 1875. (Печатница на Българското отделение Янко С. Ковачев и с-ие). Виена. 56 с.[неработеща препратка]
- Спомени. Писма и документи. Публицистика. Съст. и бел. Цв. Нанова. С., 1989.